# 政教社
政教社（せいきょうしゃ）は、1888年（明治21年）、東京にできた政治評論団体。機関誌『日本人』、『亜細亜』、続いて『日本及日本人』を発行し、単行本も出版した。結成期の主張は、西欧化に盲進せず、西欧文化は消化した上で取り入れるべしとの、国粋主義だった。性格を変えながら、1945年（昭和20年）まで存続した。

## 歴史
発足は、1888年（明治21年）、神武天皇祭の4月3日。政府は不平等条約改正の一助にと、なりふり構わぬ西欧化、鹿鳴館の狂騒、に明け暮れていた。前年12月には反対勢力を弾圧する保安条例が施行された。
政教社は、この情勢を憂えて結成された。発足時の同人は、哲学館（現・東洋大学）系の井上円了、加賀秀一、島地黙雷、辰巳小次郎、棚橋一郎、三宅雪嶺と、東京英語学校（現・日本学園中学校・高等学校）系の志賀重昂、松下丈吉、菊池熊太郎、今外三郎、杉江輔人との11人で、間もなく杉浦重剛、宮崎道正、中原貞七も加わった。
両グループを結んだのは杉浦重剛で、『政教社』と名付けたのは宮崎道正とも井上円了とも言われる。
結成と同時に機関誌の『日本人』を出した。社屋は東京府神田区南乗物町。のち、おもに神田区内を、転々した。
政治的看板は国粋主義だったが、同人らには西欧の知識があった。その国粋主義は、日本のすべてを讃え外国のすべてを退ける排他的な狂信ではなく、志賀によれば次だった。「宗教・徳教・美術・政治・生産の制度は「国粋保存」で守らねばならぬが、日本の旧態を守り続けろというのではない。ただし西欧文明は、咀嚼し消化してから取り入れるべきだ」（『日本人』第2号所載、「「日本人」が懐抱する処の旨義を告白す」の大意）。
発足早々、九州高島炭坑の労働者の惨状につきキャンペーンを広げた。発足当初の日本新聞と一緒に、大隈重信の条約改正案の『まやかし』を非難した。
『日本人』誌は頻繁に発禁処分を受け、社側は1891年（明治24年）6月から1893年9月までと1893年12月からの短期間と、身代わりの雑誌『亜細亜』を出して対抗した。
しかし、同人は一枚岩でなかった。発足数ヶ月のうちに杉浦重剛と宮崎道正が去り、宗教系の井上円了と島地黙雷も離れ、1892年 - 1893年ごろには志賀重昂と三宅雪嶺だけが残り、長沢別天・畑山芳三・内藤湖南が、1890年に入社した。内藤は1893年に退社し、さらに志賀も1895年に去って、結団時の14人は三宅雪嶺1人になった。
1894 - 1895年（明治27年 - 明治28年）の日清戦争を、日本新聞と共に支持した。
三宅の政教社と陸羯南の日本新聞とは親しく、日本新聞の社屋内に政教社が編集室を置いた時期さえあり、1902年には陸羯南社長が日本人誌の社説を受け持ち、1904年からは三宅が日本新聞の社員を兼ねて同紙の社説を書くという、一心同体的な仲だった。
1906年（明治39年）、日本新聞の社長が伊藤欽亮に代わると、その運営に反対する社員のうち、兼任の三宅のほか、長谷川如是閑・花田節・本間武彦・千葉亀雄・小山内大六・渡邊亮輔・河東碧梧桐・梶井盛・掛場磯吉・武田勇・高木松次郎・井上亀六（丸山眞男の母方伯父）・古荘毅・国分青崖・古島一雄・鰺坂定盛・荒木恒造・早乙女勇五郎・斎藤信・三苫亥吉・三浦勝太郎が辞職して政教社に移り、三宅雪嶺主宰は、日本新聞の伝統をも受け継ぐとして、『日本人』の誌名を1907年から『日本及日本人』と変え、政教社を新発足させた。
1920年、姉妹誌『女性日本人』を創刊したが、赤字だった。
1923年（大正12年）の関東大震災で四谷区愛住町にあった政教社は罹災した。三宅と女婿・中野正剛との再建案が社員に受け入れられず、三宅は退社し、残った井上亀六・大野兵三郎・小谷安太郎・古荘毅・荒川紋治・寒川鼠骨・雑賀博愛・関喜三郎・住谷穆が、1924年から雑誌を復刊した。
以降の政教社は次第に右傾し、三井甲之らの神秘的国粋論を雑誌に載せた。三井は1929年（昭和4年）去って、翌年五百木良三が社長になり、1937年に彼が没した後は、国分青崖が社長、国体擁護連合会代表の入江種矩が主幹、雑賀博愛が主筆の、戦争協力体制になった。
『日本及日本人』の発行は、敗色迫る1944年12月で終わった。
1945年5月下旬、社屋は空襲に焼かれ、敗戦直後、寒川らが再建を口にし、1953年にも相談されたが、実らなかった。

## 単行本の出版記録
- 三宅雪嶺『真善美日本人』（1891年3月）
- 三宅雪嶺『偽悪醜日本人』（1891年5月）
- 三宅雪嶺『我観小景』（1892年10月）
- 三宅雪嶺・志賀重昂『断雲流水』（1893年11月）
- 三宅雪嶺『王陽明』（1893年11月）
- 三宅雪嶺『馬鹿趙高』（1894年4月）
- 長沢別天『盲詩人』（1894年5月）
- 志賀重昂『日本風景論』（1894年10月）
- 香川悦次編、同人の共著：『小弦集』（1896年11月）
- 志賀重昂『河及湖沢』（1897年1月）
- 三宅雪嶺『冒頓』（1897年11月）
- 三宅雪嶺『大塊一塵』（1903年1月）
- 三宅雪嶺『明治丁未題言集』（1907年2月）
- 三宅雪嶺『宇宙』（1909年1月）
- 河東碧梧桐（編）『日本俳句鈔』（1909年5月）
- 長谷川如是閑『額の男』（1908年8月）
- 三宅花圃『野村望東尼』（1911年4月）
- 大庭柯公『南北四万哩』（1911年6月）
- 鵜崎鷺城『薩の海軍長の陸軍』（1911年11月）
- 長谷川如是閑『倫敦』（1912年5月）
- 藤本尚則『巨人頭山満翁』、大正11年（1922年）
- 三浦梧楼（述）・政教社（編）『観樹将軍囘顧録』（1925年）
- 頭山満（講評）『大西郷遺訓』（1925年）
- 政教社（編）『嗚呼草刈少佐』（1930年）
- 『刑余大臣奏薦の責任 国家綱紀の破壊』（1931年）